# Asparagus arborescens
Asparagus arborescens es una especie de arbusto de la familia Asparagaceae.

## Descripción
Dentro del género se diferencia por tratarse de un arbusto erecto, con cladodios no fuertemente espinosos, que miden más de 4 cm, más o menos carnosos y cilíndricos y dispuestos en fascículos laxos. Las ramas no son papilosas ni escabrosas y los frutos son rojizos.

## Distribución
Es un endemismo presente en todas las islas del archipiélago de Canarias.

## Taxonomía
Asparagus arborescens fue descrita por  Willd. ex Schult. & Schult.f. y publicado en Systema Vegetabilium, editio decima sexta 7: 337. 1829.
Etimología
Ver: Asparagus
arborescens: epíteto latino que significa con tamaño o forma arbórea, aunque se trata de una planta arbustiva,  aludiendo en este caso al mayor tamaño de esta planta respecto a otras especies del género. 
Sinonimia
- Asparagus albus auct. canar., non L.
- Asparagus equisetifolius Ledru
- Asparagus retrofractus Chr.Sm. ex Webb et Berth.[3][4]

## Nombres comunes
- Castellano: esparraguera, esparraguera amarguera, esparraguera blanca, esparraguera de monte, esparraguera española, esparraguera peñera, esparraguera peñonera, espárrago, espárrago amarguero, espárrago blanco, espárrago de peñas, espárrago de piedra, espárrago de trigo, espárragos bordes, espárragos trigueros, espárrago triguero, gamón, gamones, gamonita, gamonitos.[3]